# Cooperación universitaria al desarrollo

## Introducción
Conforme al Artículo 9 del Código de Conducta de las Universidades españolas en materia de cooperación al desarrollo, "se entiende la Cooperación Universitaria al Desarrollo (CUD) como el conjunto de actividades llevadas a cabo por la comunidad universitaria y orientadas a la transformación social en los países más desfavorecidos, en pro de la paz, la equidad, el desarrollo humano y la sostenibilidad medioambiental en el mundo, transformación en la que el fortalecimiento institucional y académico tienen un importante papel".
Esta cooperación o colaboración se considera en su sentido más amplio: La cooperación bilateral o multilateral exclusivamente entre instituciones universitarias, para compartir experiencias y recursos que se trasladen a los procesos de desarrollo en que cada universidad se encuentre comprometida. La cooperación bilateral o multilateral entre universidades y otros agentes públicos y privados, para inducir, fomentar y apoyar estrategias de desarrollo. El reparto de las funciones y responsabilidades que viene asociado a cada acción de cooperación. El principio de co-responsabilidad se considera esencial para que pueda hablarse de verdadera cooperación Estrategia de Cooperación Universitaria al Desarrollo. CRUE 2000).

## Código de conducta
Las Universidades españolas, a través de la Comisión de Cooperación al Desarrollo adscrita al CEURI-CRUE, decidió en su reunión de Castellón de marzo de 2005 poner en marcha un proceso orientado a la elaboración de un Código de Conducta de las Universidades en materia de cooperación al desarrollo.

## Grupos de cooperación universitaria al desarrollo

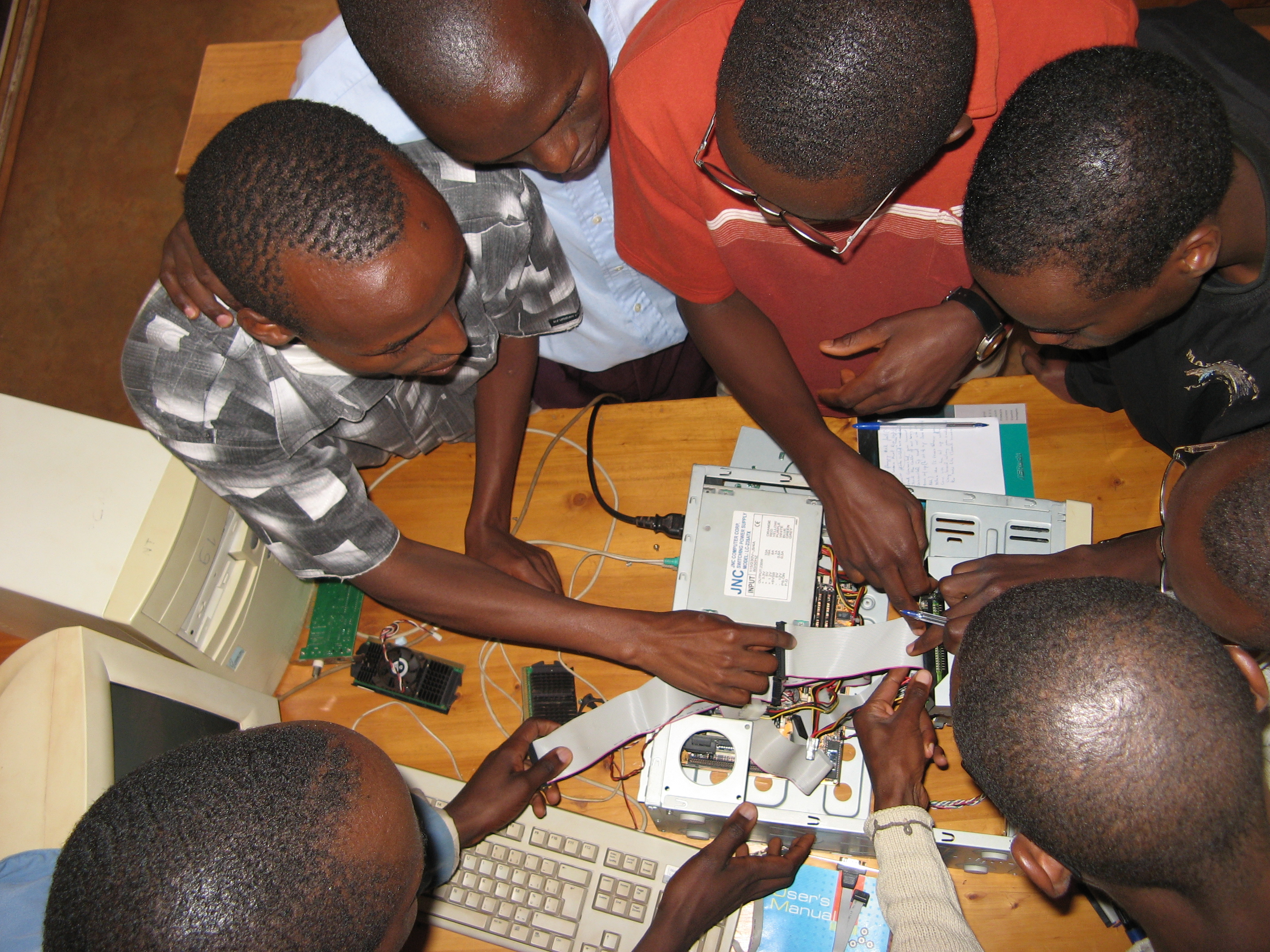
Cooperación universitaria al desarrollo (foto tomada por miembros de TEDECO).

### Tecnologías de la información y las comunicaciones
- Fundación EHAS (Enlace Hispano Americano de Salud)
- TEDECO (Tecnología para el Desarrollo y la Cooperación)

### Agricultura, pesca y alimentación
- Red IApD (Red de Investigación en Agricultura para el Desarrollo) (enlace roto disponible en Internet Archive; véase el historial, la primera versión y la última).
- AgSystems (Grupo de Sistemas Agrarios)

## Eventos recomendados
- Congreso de Cooperación Universitaria al Desarrollo, bianual, últimas celebraciones:
  - IV Bellaterra (Barcelona)del 12 al 14 de noviembre de 2008 en: IV Congreso Universidad y Cooperación al Desarrollo.
  - V Cádiz del 6 al 8 de abril de 2011 en: V Congreso Universidad y Cooperación al Desarrollo.

- Congreso de Investigación en Agricultura para el Desarrollo, celebrado por última vez los días del 17 y 18 de octubre de 2011 en la Escuela Técnica Superior de Ingenieros Agrónomos (Universidad Politécnica de Madrid) de Madrid (España). Libro de actas disponible en: Actas del I Congreso en Investigación en Agricultura para el desarrollo.